# (1167) Дубяго
(1167) Дубяго (лат. Dubiago) — типичный астероид главного пояса, открыт 3 августа 1930 года российским и советским учёным Евгением Скворцовым в Симеизской обсерватории и 1 июня 1967 года назван в честь советского астронома Александра Дубяго.

## Обнаружение и именование
(1167) Дубяго
Открыт 3 августа 1930 года в Симеизе Е. Ф. Скворцовым.
Эта планета названа в честь покойного профессора А. Д. Дубяго (1903—1959), выдающегося астронома СССР.
Оригинальный текст (англ.)1167 Dubiago
Discovered 1930-08-03 by Skvortsov, E. at Simeis.
This planet is named in honor of the late Prof. A. D. Dubiago (1903—1959), an eminent astronomer of the USSR.
Источники: DISCOVERY.DB; M.P.C. 2740.

## Орбита

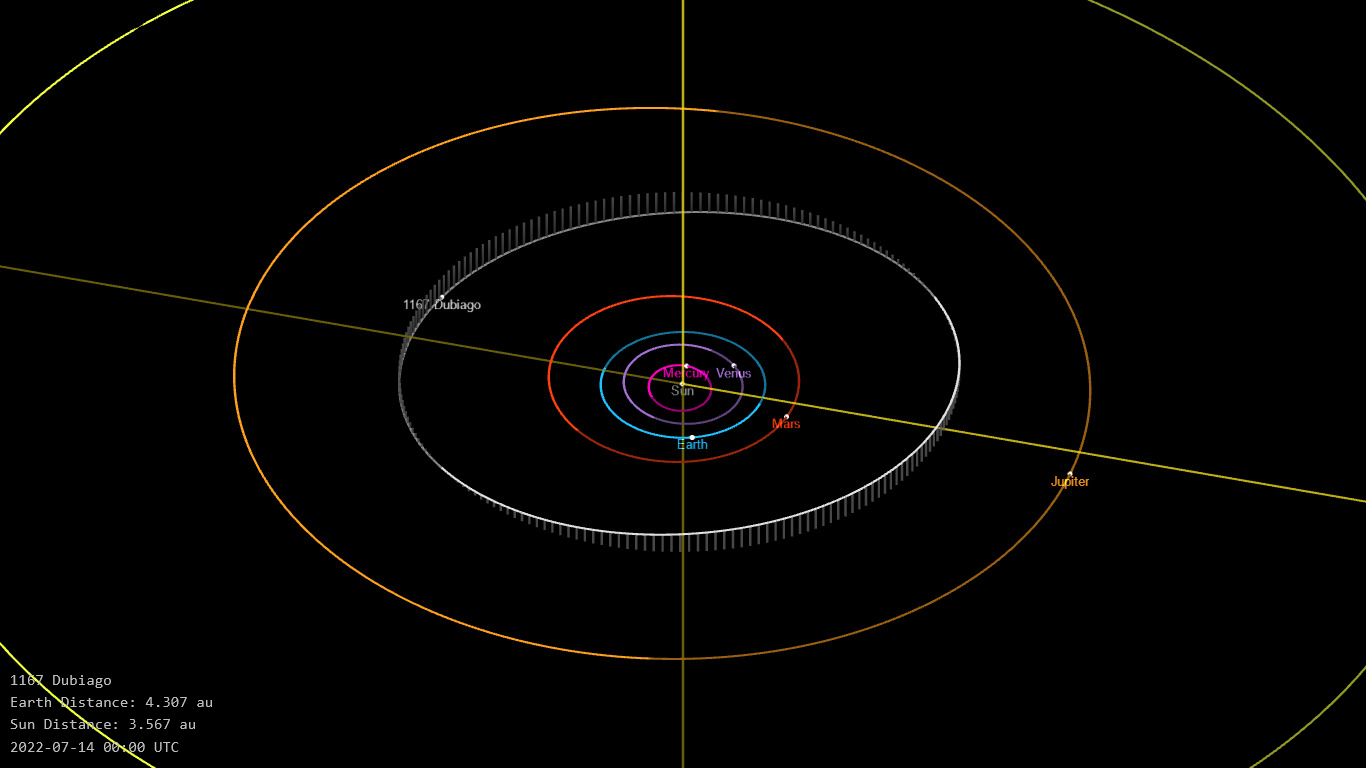
Орбита астероида Дубяго и его положение в Солнечной системе

## Физические характеристики
Астероид относится к таксономическому классу D.
По результатам наблюдений в инфракрасном диапазоне орбитальной обсерватории IRAS и спутника Akari диаметр астероида сначала оценивался равным 63,12±5,6 км, позже — 75,79±0,90 км. Согласно тем же источникам альбедо оценивается как 0,0509±0,010 и 0,036±0,001.